# Over the Space
...Over the Space è il primo album del gruppo musicale hard rock Elektradrive, uscito nel 1986 per la Dracma Records.

## Tracce
1. Intro: Beginning
2. Secret of the Holy Grave
3. Time Machine
4. Lord of the Rings
5. Fortune Teller
6. Snake (Slip On...)
7. Against the Stream
8. Take Off
9. Over the Space
10. Song for a Feeling
11. Clash of Tytans
12. Midnight Passage